# MNI
MNI S.A. – fundusz inwestycyjny notowany na Giełdzie Papierów Wartościowych w Warszawie, skupiający przedsiębiorstwa działające w branży medialnej i telekomunikacyjnej.

## Grupa MNI
W skład grupy kapitałowej MNI S.A. wchodzą:
- MNI Telecom S.A. – operator telekomunikacyjny świadczący swoje usługi na terenie całego kraju. Bezpośrednio i poprzez spółki zależne firma obsługuje ponad 200 tys. klientów.
  - Hyperion Wschód Sp. z o.o. – operator telekomunikacyjny działający na terenie województw podkarpackiego, lubelskiego i świętokrzyskiego.
  - Powszechna Agencja Internet PAI S.A. – lokalny dostawca usług internetowych.
  - Telprojekt Sp. z o.o.
- MIT Mobile Internet Technology S.A. – spółka holdingowa (66% akcji należy do MNI S.A.) skupiająca przedsiębiorstwa działające w branży technologii teleinformatycznych:
  - MNI Premium S.A. (dawniej Legion Polska) – spółka prowadząca działalność w zakresie telemarketingu, telekomunikacyjnych usług dodanych oraz dostarczania contentu multimedialnego dla telefonów komórkowych (zespół Breakpoint).
  - EL2 Sp. z o.o. – spółka świadcząca usługi marketingu mobilnego.
  - Scientific Services Sp. z o.o. – centrum outsourcingu oraz call center.
  - Navigo Sp. z o.o. – spółka działająca na rynku kartografii cyfrowej.
  - Lark Europe Sp. z o.o. – producent sprzętu elektronicznego.
  - Ramtel Sp. z o.o.
- Hyperion S.A. – spółka holdingowa (33% akcji należy do MNI S.A.) skupiająca podmioty działające w branży medialnej:
  - Telestar S.A. – spółka zajmująca się produkcją telewizyjną, nadawca kanałów tematycznych skierowanych na rynek polski (ITV, Hot TV) oraz brytyjski, wydawca portali internetowych.
- Internetowe Biura Sprzedaży Netshops.pl S.A. – spółka holdingowa (30% akcji należy do MNI S.A.) skupiająca podmioty działające na rynku e-commerce:
  - Netshops.pl Sp. z o.o. – spółka działająca w branży marketingu internetowego i e-commerce (sklepy internetowe),
  - First Class S.A. – biuro podróży.
- MNI Mobile S.A. – spółka działająca na rynku wirtualnej telefonii mobilnej MVNO.

## Historia spółki
Spółka powstała w 1992 roku i do 2004 r. funkcjonowała pod marką Szeptel SA. Początkowo podstawową działalnością spółki było świadczenie usług telekomunikacyjnych na terenie dzisiejszego województwa podlaskiego.
W 2004 r. nastąpiło przejęcie przez Szeptel SA całości aktywów przedsiębiorstwa spółki Media-Net Interactive Sp. z o.o. (obecnie com. Investment Sp. z o.o.) działającego na rynku telekomunikacyjnych usług dodanych – w zamian za wydane tej spółce akcje własne. Konsekwencją przejęcia od Media-Net Interactive Sp. z o.o. prowadzonej przez nią działalności gospodarczej była także zmiana nazwy spółki z Szeptel SA na MNI SA.
W 2005 r. w skład grupy kapitałowej MNI weszły: Pilicka Telefonia (obecnie MNI Telecom SA) oraz Legion Polska (obecnie MNI Premium SA).